# Artea
Artea è un comune spagnolo di 644 abitanti situato nella comunità autonoma dei Paesi Baschi.